# S9 (Georgië)
De S9 (Georgisch: საერთაშორისო მნიშვნელობის გზა ს9, Saertashoriso mnishvnelobis gza S9, weg van internationaal belang), ook bekend als 'Tbilisi Bypass', is een 49 kilometer lange hoofdroute binnen het Georgische wegennet.
De S9 vormt de oostelijke ringweg van hoofdstad Tbilisi tussen de S1 autosnelweg aan de noordkant van de stad bij Mtscheta en de S4 autosnelweg ten zuiden van Tbilisi bij Roestavi De weg maakt deel uit van de Europese E60 en de Aziatische AH5- en AH81-routes.

## Route
De halve rondweg rond Tbilisi kruist met een klaverbladknooppunt de S5 "Kacheti Highway" nabij de internationale luchthaven van Tbilisi. De weg is volledig tweebaans en heeft een beperkt aantal kruisingen en aansluitingen, waarvan sommigen ongelijkvloers zijn. De aansluiting op de S4 bij Roestavi bestaat uit een trompetknooppunt met extra keerlussen. 
Het noordoostelijke uiteinde van de S9 bij Mtscheta gaat door de bebouwde kom van Zahesi, een plaats aan de noordkant van Tbilisi. Het noordelijke eindpunt bevindt zich in de regio Mtscheta-Mtianeti, terwijl het noordelijke deel van de rondweg zich in de stadsregio van Tbilisi bevindt en het grootste deel van de rondweg ligt in de regio Kvemo Kartli. Transitverkeer is verplicht om de S9 rond Tbilisi te nemen.

## Achtergrond
De weg is in de eerste helft van de jaren 1980 aangelegd. Noordelijke delen bestonden vóór de aanleg van de rondweg al. Gedurende 2011-13 is zeven kilometer in het noordelijke deel verlegd (km 14-21).
In 1996 werd het huidige Georgische wegnummeringssysteem geïntroduceerd om het oude Sovjetsysteem te vervangen en werd de rondweg als "S9 Tbilisi Bypass" vastgelegd.

## Uitbouw
Haalbaarheids- en ontwerpstudies naar de uitbouw van de S9 Tbilisi Bypass naar vierbaans snelwegstandaarden werden in 2020 afgerond. De studies werden gefinancierd door de Asian Development Bank en omvatten tevens een 27 kilometer noordelijke verlenging op de linkeroever van de rivier de Aragvi langs Natachtari naar Zjinvali, parallel aan de S3 hoofdweg.